# Spindlarna

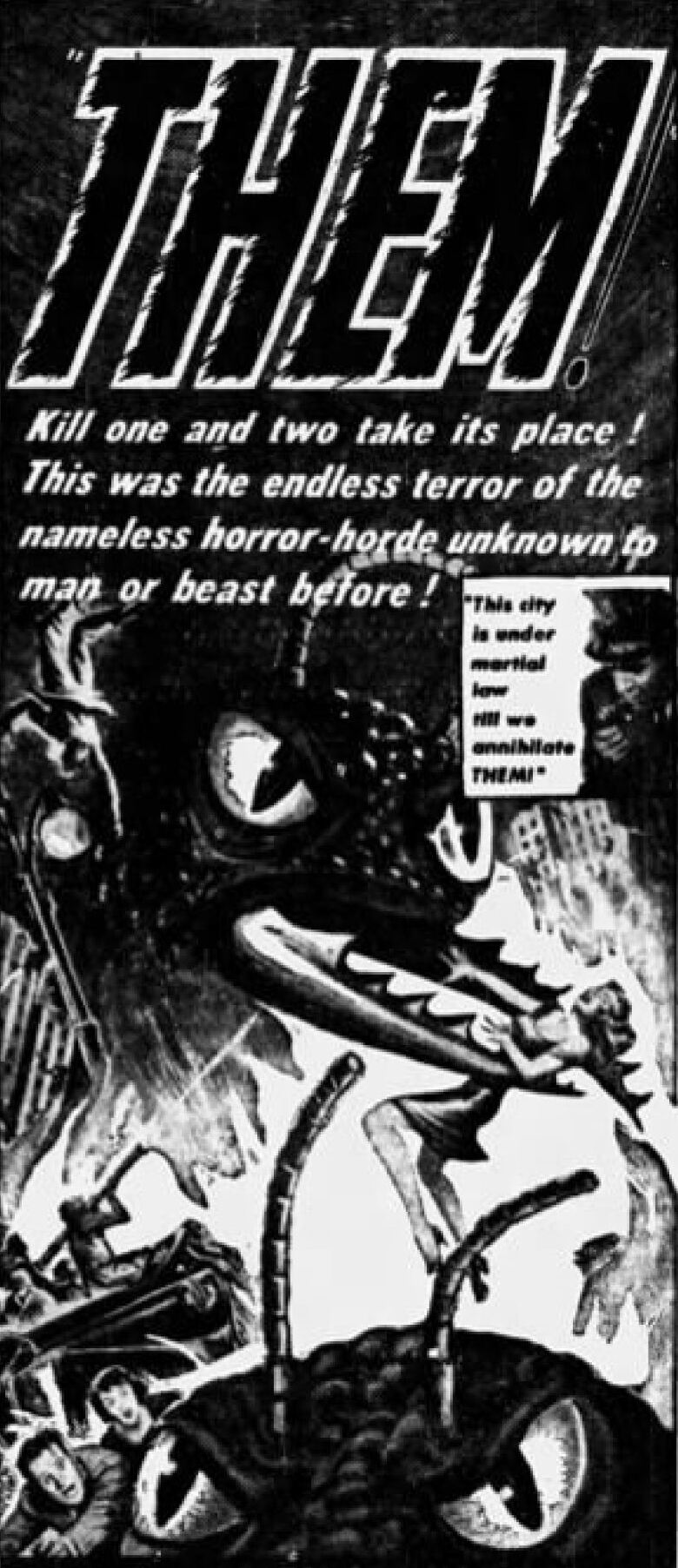
Teateraffisch för filmen Them! från 1954.

Spindlarna (svensk premiärtitel, originaltitel: Them!) eller De kommer! (svensk TV-titel, SVT2) är en amerikansk film från 1954 regisserad av Gordon Douglas. Filmen blev Oscarsnominerad för sina specialeffekter.

## Handling
Människan har lyckats klyva atomer och tagit klivet in i en helt ny era. Filmens historia börjar i New Mexico – en liten flicka upphittas i chocktillstånd – en butik är helt förstörd och en kropp upptäcks full med konstig syra. Snart terroriseras staden av muterade jättemyror.

## Svensk titel
Filmen fick på svenska titeln Spindlarna, trots att filmens monster är myror. När filmen visades på SVT2 under 1970-talet fick den även titeln De kommer!.

## Rollista
- James Whitmore - Ben Peterson, polis
- Edmund Gwenn - Dr. Harold Medford
- Joan Weldon - Dr. Patricia 'Pat' Medford
- James Arness - Robert Graham
- Onslow Stevens - Robert O'Brien, general